# Flesa
Flesa är en kulle i Antarktis. Den ligger i Östantarktis. Norge gör anspråk på området. Toppen på Flesa är 1 253 meter över havet, eller 71 meter över den omgivande terrängen. Bredden vid basen är 13,0 km.
Terrängen runt Flesa är huvudsakligen lite kuperad. Trakten är obefolkad. Det finns inga samhällen i närheten.